# Ӷ
Ӷ, ӷ (cursiva Ӷ ӷ) es una letra del alfabeto cirílico formada a partir de la letra cirílica Г añadiendo un asta descendente.

## Uso
La gue con decensor es utilizada en los alfabetos de los siguientes idiomas:
| Idioma          | Pronunciación                                            |
| --------------- | -------------------------------------------------------- |
| Abjasio         | fricativa velar sonora o fricativa uvular sonora /ɣ ~ ʁ/ |
| Ket             | oclusiva uvular sonora /ɢ/ o fricativa uvular sonora /ʁ/ |
| Nivejí          | oclusiva uvular sonora /ɢ/                               |
| Yupik siberiano | oclusiva uvular sonora /ɢ/                               |